# Anton Ernst Beyer
Anton Ernst Beyer (11. dubna 1704 Opava– 10. dubna 1773 Opava) byl slezský měšťan a malíř.

## Život
Narodil se v rodině opavského perníkáře Andrease Beyera a jeho ženy Barbory. Základy malířství získal v Opavě a pak se jako tovaryš vydal na zkušenou do světa pravděpodobně na počátku dvacátých let 18. století. Dne 15. září 1726 se oženil ve Svídnici s Annou Barborou, vdovou po mistru malířského cechu Abrahamu Luckischovi. V témže roce se stal měšťanem Svídnice a tam také zahájil, jako mistr cechu, svou kariéru. Z neznámých důvodů ukončil pobyt ve Svídnici a vrátil se zpět do Opavy s pravděpodobně druhou manželkou Veronikou. V Opavě se jim narodily dvě děti, které záhy zemřely. Dne 10. května 1731 se stal měšťanem Opavy a mistrem cechu malířů bez vlastního domu. Po smrti druhé ženy se znovu oženil v roce 1742 s Agnes Evou, dcerou Friederika Piskurka, bývalého starosty města Opavy. Po sňatku se jeho finanční situace natolik zlepšila, že 3. ledna 1745 zakoupil od zemského právníka Johanna Lehra nájemní dům na Židovské ulici za 420 zlatých, přičemž 100 zlatých složil v hotovosti a zbytek ve splátkách a do roku 1751 byl dům zaplacen. V roce 1755 se stal radním města Opavy, v roce 1769 byl porotcem u soudu a ke konci svého života zastával funkci předsedy městského soudu. V roce 1760 ve věku padesáti let umřela jeho třetí žena a Beyer se znovu oženil v roce 1761 s mladou vdovou Marií Josefou Rotter, dcerou správce panství v Branticich. Beyer zemřel 10. dubna 1773 v Opavě a jako vážený měšťan a ctěný malíř byl pochován v opavském farním kostele. 

## Dílo
- Immaculata, farní kostel svaté Hedviky v Opavě
- Svatý Jan Nepomucký, farní kostel svatého Mikuláše v Bílovci,
- Nanebevzetí Panny Marie, klášterní kostel milosrdných bratří Nanebevzetí Panny Marie v Těšíně (Polsko), 1743
- Nanebevzetí Panny Marie, skica pro obraz hlavního oltáře opavského farního kostela, 1755 (uložena ve Slezském zemském muzeu);
- předloha pro rytinu Panny Marie Hrabyňské, 1756 (nezvěstná);
- cyklus obrazů (Nanebevzetí Panny Marie pro hlavní oltář a čtaři obrazy: sv. František Xaverský, sv. František z Assisi, sv. Barbora a sv. Kateřina) pro kostel Nanebevzetí Panny Marie v Hrabyni, 1757 a 1758, (dochovaly se účty o zaplacení obrazů)[2]
- Madona se sv. Bernardem, Smrt sv. Josefa, Anděl Strážce, pět obrazů ze života Panny Marie, 1763–66, cisterciácký kostel Nanebevzetí Panny Marie v Jemielnici (Polsko).
- Apoteóza svatého Jana Nepomuckého, 1727, kostel svatého Michala apoštola, Dobroměř (Polsko)
- Svatá Trojice a pět archandělů, boční oltář, 1727, kostel svatého Michala apoštola, Dobroměř (Polsko)
- Oltář v kostele Svaté Trojice Olešnice, (Polsko), kolem roku 1744, freska na zdi kněžiště, zničena v roce 1945, věrná rekonstrukce z let 1960–1962 malířky Renaty Dubiel
- Sv. Jan Nepomucký, boční oltář, 1744, kostel Svaté Trojice, Olešnice (Polsko)
- Svatý František Xaverský, 1766–1767, kostel Nanebevzetí Panny Marie, Jemielnice (Polsko)
- Immaculata, 1766–1767, kostel Nanebevzetí Panny Marie, Jemielnice (Polsko)
- Vize svatého Bernarda z Clairvaux, 1766–1767, kostel Nanebevzetí Panny Marie, Jemielnice (Polsko)
- Svatý Jan Nepomucký, kostel svatého Michala archanděla, Prudnik,
- hlavní oltář, kostel Nanebevzetí Panny Marie, Opava, 1753–1755, (společně s Johannem Georgem Lehnerem, model ve Slezském zemském muzeu), oltář shořel při požáru v roce 1758[3][4]